# Akim Tamiroff
Akim Tamiroff (właśc. Hovakim Tamiryants; ur. 29 października 1899 w Tyflis, zm. 17 września 1972 w Palm Springs) – ormiańsko-amerykański aktor filmowy, teatralny i telewizyjny, dwukrotnie nominowany do Oscara za drugoplanowe role w filmach Żółty skarb (1936) oraz Komu bije dzwon (1943).
We włoskiej wersji Ogniem i mieczem (1962) zagrał Jana Onufrego Zagłobę.

## Filmografia
- 1932: Królowa Krystyna
- 1934: Imperatorowa
- 1934: Uwięzieni
- 1934: Tutaj jest moje serce
- 1934: Bengali
- 1935: Kapryśna Marietta
- 1935: Dla ciebie tańczę
- 1935: Chińskie morza
- 1935: Czarna furia
- 1935: Two-Fisted
- 1936: Pokusa
- 1936: The Big Broadcast of 1936
- 1936: Pasteur
- 1936: I Loved a Soldier
- 1938: Korsarz
- 1939: Union Pacific
- 1940: Wielki McGinty
- 1940: Policja konna Północnego Zachodu
- 1943: Komu bije dzwon
- 1955: Pan Arkadin
- 1956: Anastazja
- 1957: Incydent na rzece Jangcy
- 1958: Dotyk zła
- 1960: Ryzykowna gra
- 1962: Święty mimo woli
- 1962: Ogniem i mieczem
- 1964: Czarny tulipan
- 1964: Topkapi
- 1965: Lord Jim
- 1965: Alphaville
- 1966: Hotel Paradiso
- 1992: Don Kichote według Orsona Wellesa